# ترانسودا
ترازهش یا ترانسودا (به انگلیسی: Transudate)، سیالی برون‌یاخته‌ای دارای وزن مخصوص و غلظت پروتئینی پایین است.
ترانسودا، چسبندگی پایین و تعداد کم سلول نوکلئوتید دارد و نتیجهٔ اولترافیلتراسیون پلاسما است. در زنان، ترازهش برای لغزاننده کردن دستگاه تناسلی در حین آمیزش است.

## پاتولوژی
ترانسودا اکثراً در نارسایی قلب و سیروز کبدی , سندرم نفروتیک , هیپوپروتئینمی مشاهده می‌شود.